# Per Ekwall
Per Ekwall, född 13 augusti 1895 i Björneborg, död 19 december 1990, var en finländsk kemist. Ekwall räknas som en av pionjärerna inom yt- och kolloidkemi i Norden.
Ekwall studerade vid Helsingfors universitet där han blev filosofie kandidat och kom 1921 till Åbo Akademi som lektor i analytisk kemi och kemisk-tekniska analysmetoder vid Kemisk-tekniska fakulteten, som hade grundats 1920. Han disputerade 1927 på doktorsavhandlingen Om ytaktiviteten hos lösningar av högmolekylära fettsyrors natriumsalter. Ekwall övergick 1929 till att vara lektor i fysikalisk kemi och elektrokemi vid Matematisk-naturvetenskapliga fakulteten, men undervisade redan från 1925 i fysikalisk kemi. Han blev docent 1929.
1935 blev Ekwall extraordinarie professor i fysikalisk kemi och elektrokemi vid Åbo Akademi. Sedan Kurt Buch 1942 lämnat den då enda ordinarie professuren i kemi i Åbo för att flytta till Helsingfors universitet, delades denna upp i två ordinarie professurer, och Ekwall blev 1943 innehavare av Ernst och Majken Grönbloms professur i kemi, företrädesvis fysikalisk kemi och elektrokemi. (Helge Aspelund blev samtidigt professor i kemi, företrädesvis organisk kemi.)
Ekwall gick i pension från sin professur 1963, och kom på inbjudan av Kungliga Ingenjörsvetenskapsakademien till Stockholm för att grunda Ytkemiska laboratoriet, som senare blev Ytkemiska Institutet. Han stannade som Ytkemiska laboratoriets chef till 1967, då han efterträddes av Stig E. Friberg.
Ekwall var en av pionjärerna i studier av tvålliknande ytaktiva ämnens självassociation till bland annat miceller och andra former av kolloider. Han påpekade förekomsten av en kritisk micellkoncentration i sin doktorsavhandling, och är tillsammans med Mc Bain, Hartley och Bury en av de som först identifierade detta fenomen. Studierna av ytaktiva ämens association i Per Ekwalls forskargrupp utökades senare till kompletta fasdiagram för trekomponentssystem bestående av ytaktivt ämne, vatten och en "oljekomponent" (exempelvis ett kolväte eller en långkedig alkohol). I dessa system förekommer även olika former av flytande kristaller. Det första kompletta fasdiagrammet från Ekwalls forskning publicerades 1960 av Ekwall och Ingvar Danielsson (som efterträdde honom som professor) och avsåg systemet vatten-natriumoktanoat-dekanol.
Genom sin verksamhet i Finland och Sverige anses Ekwall i hög grad ha bidragit till den starka forskningstradition av yt- och kolloidkemi, och inte minst studier av ytaktiva ämnen, som finns inom såväl fysikalisk kemi som andra kemiämnen i Norden. I mitten av 1980-talet var han, tillsammans med Anders Ringbom, fortfarande Finlands mest citerade kemist i forskningslitteraturen.
Ekwall invaldes 1958 som utländsk ledamot av svenska Ingenjörsvetenskapsakademien. 1960 promoverades han till hedersdoktor vid Stockholms universitet, och 1978 till jubeldoktor vid Åbo Akademi.